# Sergeant major
Sergeant major (SGM) (pol. starszy sierżant) – nazwa stopnia w korpusie osobowym podoficerów starszych lub stanowisko służbowe, używane w wielu krajach. W Wojsku Polskim odpowiednikiem jest stopień starszego chorążego sztabowego.
W tej samej grupie uposażenia E-9 znajduje się Command Sergeant Major (CSM). W wojsku polskim odpowiednikiem jest starszy podoficer dowództwa. Pełnią oni rolę starszego doradcy dowódcy oddziału od szczebla batalionu / dywizjonu wzwyż.

## Wojsko polskie
Starszy podoficer dowództwa jest przedstawicielem korpusu podoficerów oraz szeregowych zawodowych pełniących służbę wojskową w jednostce. Bierze udział w kwalifikowaniu podoficerów zawodowych na kursy, uczestniczy w odprawach, naradach i innych przedsięwzięciach mających istotny wpływ na sytuacje oraz status podoficerów i szeregowych zawodowych, inspiruje ich oraz aktywizuje do podwyższania kwalifikacji. Prowadzi analizę wyników szkoleniowych poprzez obecność na zajęciach, sprawdzianach i egzaminach.

## US Army
W Armii Stanów Zjednoczonych Sergeant Major (SGM) odnosi się zarówno do stopnia wojskowego, stanowiska lub funkcji. Jest najwyższym stopniem podoficerskim w grupie uposażenia E-9, NATO OR-9.
Wariantem jest Command Sergeant Major (CSM) – starszy doradca dowódcy. Pozycja lidera niesie ze sobą pewne ceremonialne funkcje, takie jak dbanie o sztandar jednostki (flagę). Dodatkowo CSM pełni rolę opiekuna i rzecznika żołnierzy w dowództwie. Stanowisko to występuje najczęściej w jednostkach wielkości batalionu i większych. SGM i CSM służący dowódcom na stanowiskach generalskich lub osobom cywilnym zatrudnionym w służbie cywilnej Rządu federalnego Stanów Zjednoczonych noszą insygnia Senior Enlisted Leader, pozostali SGM służący dowódcom w stopniu pułkownika lub niższym noszą swoje wyznaczone insygnia oddziału.
Zarówno SGM i CSM są określane i tytułowane jako „Sergeant Major”.
Sergeant Major of the Army (SMA) jest odrębną i wyjątkową pozycją ale nadal tytułowany jest jako „Sergeant Major”.
| Grupa uposażenia | Specjalna                               | Specjalna                  | E-9                    | E-9            |
| NATO code        | OR-9                                    | OR-9                       | OR-9                   | OR-9           |
| Dystynkcja       |                                         |                            |                        |                |
| Nazwa stopnia    | Senior Enlisted Advisor to the Chairman | Sergeant Major of the Army | Command Sergeant Major | Sergeant Major |
| Skrót            | SEAC                                    | SMA                        | CSM                    | SGM            |